# Powiat de Strzelce-Drezdenko
Le powiat de Strzelce-Drezdenko (en polonais powiat strzelecko-drezdenecki) est un powiat appartenant à la voïvodie de Lubusz, dans l'ouest de la Pologne.
Elle est née le 1er janvier 1999, à la suite des réformes polonaises de gouvernement local passées en 1998. 
Le siège administratif du powiat est la ville de Strzelce Krajeńskie, qui se trouve à  25 kilomètres au nord-est de Gorzów Wielkopolski (capitale de la voïvodie) et 104 km au nord de Zielona Góra (siège de la diétine régionale). Il y a deux autres villes dans le powiat qui sont Drezdenko à 21 kilomètres à l'est de Strzelce Krajeńskie et Dobiegniew à 18 kilomètres au nord-est de Strzelce Krajeńskie.
Le district a une superficie de 1 248,32 kilomètres carrés. En 2006, il compte 50 151 habitants, dont 10 332 à Drezdenko, 10 143 à  Strzelce Krajeńskie, 3 187 à  Dobiegniew et 2 489 dans la partie rurale.

## Division administrative
Le district est subdivisé en 5 gminy (communes):
- 3 communes urbaines-rurales : Dobiegniew, Drezdenko et Strzelce Krajeńskie ;
- 2 communes rurales : Stare Kurowo, Zwierzyn.

Celles-ci sont inscrites dans le tableau suivant, dans l'ordre décroissant de la population.
| Gmina                     | Type         | Superficie (km²) | Population (2006) | Chef-lieu           |
| Gmina Strzelce Krajeńskie | urbain-rural | 318,6            | 17 389            | Strzelce Krajeńskie |
| Gmina Drezdenko           | urbain-rural | 399,9            | 17 184            | Drezdenko           |
| Gmina Dobiegniew          | urbain-rural | 351,0            | 6 959             | Dobiegniew          |
| Gmina Zwierzyn            | rural        | 101,0            | 4 460             | Zwierzyn            |
| Gmina Stare Kurowo        | rural        | 77,9             | 4 159             | Stare Kurowo        |

## Démographie
Données du 30 juin 2005 :
| Description | Total  | Total | Femmes | Femmes | Hommes | Hommes |
| ----------- | ------ | ----- | ------ | ------ | ------ | ------ |
| Unité       | Nombre | %     | Nombre | %      | Nombre | %      |
| Population  | 50 380 | 100   | 25 641 | 50,90  | 24 739 | 49,10  |
| Urbain      | 23 773 | 47,19 | 12 356 | 24,53  | 14 167 | 22,66  |
| Rural       | 26 607 | 52,81 | 13 285 | 26,37  | 13 322 | 26,44  |

## Histoire
De 1975 à 1998, les différentes gminy du powiat actuelle appartenaient administrativement à la voïvodie de Zielona Góra et de la voïvodie de Gorzów.

Depuis 1999, la powiat fait partie de la voïvodie de Lubusz.